# Statutarby
En statutarby er en by, der udskiller sig fra de øvrige byer ved at have sine egne vedtægter. Der findes statutarbyer i Østrig og Tjekkiet.

## Østrig
I Østrig var det ifølge forfatningen bestemt at alle delstater skulle være opbygget ens. Det var imidlertid ikke muligt for hovedstaden Wien, der samtidig er en delstat. Kommuner eller bydele kan derfor, hvis de har over 20.000 indbyggere, anmode om status som statutarby, hvilket herefter besluttes af staten i samråd med delstaten. 
Historisk set er der dog afvigelser fra reglen om størrelse idet Eisenstadt og Rust, da de blev indlemmet i Østrig i 1921, fik status som Statutarbyer, idet de tidligere havde været en slags bystater i Kongeriget Ungarn.
| Geografi/geologi | Spire Denne artikel om geografi er en spire som bør udbygges. Du er velkommen til at hjælpe Wikipedia ved at udvide den. |